# Bucculatrix quinquenotella
Bucculatrix quinquenotella är en fjärilsart som beskrevs av Victor Toucey Chambers 1875. Bucculatrix quinquenotella ingår i släktet Bucculatrix och familjen kronmalar. Inga underarter finns listade i Catalogue of Life.

## Bildgalleri

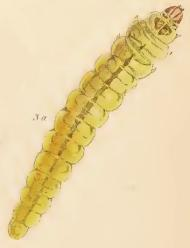
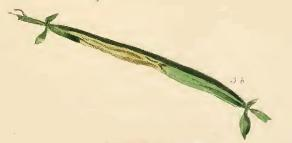
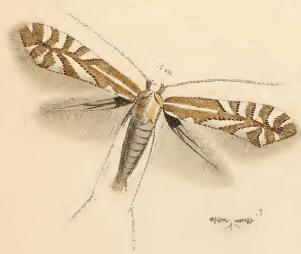